# 約克維爾 (伊利諾伊州)
約克維爾（英語：Yorkville）是一個位於美國伊利諾伊州肯德爾縣的城市。根據2010年美國人口普查，該地人口為16921人，而該地的面積約為53.03平方千米。同時該地也是肯德爾縣的縣治。

## 地理
約克維爾的座標為41°39′57″N 88°26′31″W / 41.66583°N 88.44194°W，而該地的平均海拔高度為195米（即640英尺）。